# Pierre Pflimlin
Pierre Pflimlin (Roubaix, Nord 5 de febrer de 1907 - Estrasburg, Baix Rin 27 de juny de 2000) fou un polític demòcrata cristià francès alsacià que fou president del Consell de la Quarta República durant algunes setmanes de 1958, abans del retorn de Charles de Gaulle.
Diplomat en ciències polítiques, abans de la Segona Guerra Mundial milità a la Unió Popular Republicana. Durant l'ocupació fou jutge a Thonon-les-Bains i el 1944 substitut de procurador de la República a Metz. Va ser un dels membres fundadors del Moviment Republicà Popular, amb què fou diputat pel Baix Rin de 1945 a 1967, ministre d'agricultura de 1947 a 1951 i formà part dels diferents governs fins al 1958. El 1959 fou elegit alcalde d'Estrasburg, càrrec que ocupà en diverses eleccions fins al 1983. També fou president del Consell General del Baix Rin de 1951 a 1960 i de la Comunitat Urbana d'Estrasburg de 1967 a 1983.